# Rochus Misch
Rochus Misch, född 29 juli 1917 i Alt Schalkowitz, död 5 september 2013 i Berlin, var en tysk före detta SS-Oberscharführer i Leibstandarte Adolf Hitler.

## Biografi
Misch var mellan 1940 och 1945 Adolf Hitlers livvakt och telefonist. Den 16 januari 1945 flyttade han in i Führerbunkern i Berlin tillsammans med andra ur Hitlers personal. Misch var det sista kvarlevande ögonvittnet till Hitlers och Eva Brauns gemensamma självmord den 30 april 1945. På morgonen den 2 maj 1945 lämnade han bunkern och blev tillsammans med Heinz Linge tillfångatagen av sovjetiska soldater vid Stettiner Bahnhof. Efter andra världskriget satt Misch i sovjetisk fångenskap till 1953 då han återvände till Berlin och öppnade en färghandel.
I mars 2006 utgavs biografin J'étais garde du corps d'Hitler 1940–1945.
I filmen Undergången från 2004 gestaltas Rochus Misch av den tyske skådespelaren Heinrich Schmieder (1970–2010).